# 張平格
張平格（1854年—?），字叔度，号品山，盛京內務府正白旗漢軍人，清朝政治人物、同進士出身。
光緒五年順天乡试中举，九年（1883年），参加癸未科殿試，登進士三甲35名。同年五月，著以内阁中书。